# U 34 (U-Boot, 1914)
U 34 war ein U-Boot der deutschen Kaiserlichen Marine. Es war im Ersten Weltkrieg mit seinen Versenkungen eines der erfolgreichsten U-Boote.

## Bau und Indienststellung
Das Boot war ein sogenanntes Zweihüllenboot, als Hochseeboot in einem Amtsentwurf konzipiert, und gehörte zum vorletzten Friedensauftrag der Kaiserlichen Marine. Die Bestellung vom 29. März 1912 umfasste U 31 bis U 36. Am 7. November 1912 wurde das Boot mit der Baunummer 194 bei der Germaniawerft in Kiel auf Kiel gelegt. Es lief am 9. Mai 1914 vom Stapel und wurde am 5. Oktober 1914 unter dem Kommando von Kapitänleutnant Claus Rücker in Dienst gestellt.

## Technik
Das Boot war 64,7 m lang und 6,32 m breit und hatte einen Tiefgang von 3,56 m sowie eine Verdrängung von 685 Tonnen über und 878 Tonnen unter Wasser. Die Besatzung bestand aus 35 Mann, darunter vier Offiziere. Die Maschinen für die Überwasserfahrt waren zwei Sechs-Zylinder-Viertakt Dieselmotoren, die bei der Germaniawerft gebaut wurden und zusammen eine Leistung von 1.361 kW (1.850 PS) hatten. Zur Unterwasserfahrt kamen zwei SSW-Doppel-Modyn-Elektromotoren mit zusammen 880 kW (1.200 PS) zum Einsatz. Damit waren Geschwindigkeiten von 16,4 kn über Wasser bzw. 9,7 kn unter Wasser möglich. Der Aktionsradius betrug bis zu 8790 NM bei Überwasserfahrt. Bei getauchter Fahrt mit 5 kn Marschgeschwindigkeit wurden 80 NM erreicht. Die maximale Tauchtiefe betrug 50 Meter. Die sechs mitgeführten Torpedos konnten über zwei Bug- und zwei Heckrohre verschossen werden. Das 8,8-cm-Schnellfeuergeschütz wurde 1916/1917 durch ein 10,5-cm-Geschütz ersetzt.

## Einsätze und Verbleib
U 34 unternahm insgesamt 20 Feindfahrten, auf denen es 120 Schiffe mit einer Gesamttonnage von 258.990 BRT versenkte. Nach anderen Quellen waren es 119 Schiffe mit einer Gesamttonnage von 257.652 BRT sowie fünf beschädigte Schiffe mit 14.208 BRT.
Das Boot war der auf Helgoland stationierten II. U-Boot-Flottille unterstellt. Am 18. März 1915 griff das Boot im Ärmelkanal erst den Dampfer Blue Jacket an, der ihm aber entkam, und versenkte dann am 18. März 1915 den britischen Frachter Glenartney (5.201 BRT). Bis zum 7. Juni 1915 gelangen dem Boot auf zwei Feindfahrten insgesamt neun Versenkungen.
Am 23. August 1915 wurde es zusammen mit U 35 ins Mittelmeer in die österreich-ungarische Marinebasis Cattaro zur U-Flottille Pola verlegt.
Am 1. Januar 1916 versenkte das Boot östlich von Malta mit dem aus Fernost kommenden britischen Kombischiff Glengyle (9.395 BRT) sein größtes Schiff.
Die meisten Opfer forderte die Versenkung des französischen Truppentransporters Medjerda (1.918 BRT) durch U 34 am 11. Mai 1917 mit 344 Todesopfern.
Am 18. Oktober 1918 lief U 34 zu seinem letzten Einsatz aus. Danach bestand kein Kontakt mehr zu dem Boot. Möglicherweise wurde es am 9. November 1918 in der Straße von Gibraltar von der britischen U-Boot-Falle Privet versenkt oder es ging schon vorher durch einen Unfall verloren.

## Kommandanten
| Dienstgrad      | Name             | von               | bis                  |
| --------------- | ---------------- | ----------------- | -------------------- |
| Kapitänleutnant | Claus Rücker     | 5. Oktober 1914   | 11. Dezember 1916    |
| Kapitänleutnant | Johannes Klasing | 12. Dezember 1916 | 17. Januar 1918      |
| Kapitänleutnant | Wilhelm Canaris  | 18. Januar 1918   | 13. März 1918        |
| Kapitänleutnant | Johannes Klasing | 14. März 1918     | 9. November 1918 (†) |